# إيرباص إيه 380
طائرة إيرباص إيه 380 (بالإنجليزية: Airbus A380) هي طائرة ذات بدن واسع مصنعة من قبل شركة إيرباص. إنها أكبر طائرة ركاب في العالم. بدأت دراسات إيرباص في عام 1988 وتم الإعلان عن المشروع في عام 1990 لتحدي هيمنة طائرة بوينغ 747 في سوق المسافات الطويلة. تم تقديم مشروع "A3XX" المعين آنذاك في عام 1994؛ أطلقت شركة إيرباص برنامج إيه 380 بقيمة 9.5 مليار يورو (10.7 مليار دولار) في 19 ديسمبر 2000. تم الكشف عن النموذج الأولي الأول في تولوز في 18 يناير 2005، مع أول رحلة لها في 27 أبريل 2005. تسببت الصعوبات في التمديد الكهربائي في تأخير لمدة عامين وتضخمت تكلفة التطوير إلى 18 مليار يورو. حصلت على شهادة نوعها من وكالة سلامة الطيران الأوروبية وإدارة الطيران الفيدرالية الأمريكية في 12 ديسمبر 2006.
تم تسليمها لأول مرة إلى الخطوط الجوية السنغافورية في 15 أكتوبر 2007 ودخلت الخدمة في 25 أكتوبر. بلغ الإنتاج ذروته في حدود 30 طائرة سنويًا في عامي 2012 و 2014. ومع ذلك، تقر شركة إيرباص بأن استثمارها البالغ 25 مليار دولار للطائرة لا يمكن تعويضه. في 14 فبراير 2019، بعد أن خفضت طيران الإمارات طلباتها الأخيرة لصالح إيرباص إيه 350 وإيرباص إيه 330 نيو، أعلنت شركة إيرباص أن إنتاج إيه 380 سينتهي بحلول عام 2021.
تبلغ سعة الطائرة ذات الطابقين كاملة الطول، والتي يطلق عليها أحيانًا اسم superjumbo، سعة نموذجية للجلوس تبلغ 525 راكبًا، على الرغم من إمكانيتها لما يصل إلى 853 راكبًا. يتم تشغيله بواسطة أربعة محركات توربينية من تحالف المحرك جي بي 7000 أو رولز رويس ترنت 900 توفر مدى يبلغ 8000 ميل بحري (14800 كم). في أغسطس 2020، تلقت شركة إيرباص 251 طلبًا مؤكدًا وسلمت 246 طائرة؛ طيران الإمارات هي أكبر عميل لطائرة إيه 380 حيث تم طلب 123 طلبًا، تم تسليم 118 منها.

## التطوير

### خلفية تاريخية
في صيف عام 1998 قامت مجموعة من مهندسي شركة إيرباص بقيادة المهندس «جان رويدر» في العمل سراً على تطوير وإنتاج طائرة تجارية كبيرة الحجم واقتصادية في التشغيل، وذلك لكسر الهيمنة والاحتكار التي تتمتع به طائرة شركة بوينغ بوينغ 747 والتي تتربع على عرش الطائرات التجارية كبيرة الحجم منذ عام 1970،

### مرحلة التصميم
في يوم 19 ديسمبر 2000 وافق المجلس الاستشاري للتصاميم الجديدة بإيرباص على إطلاق برنامج بـ8.8 مليار يورو لبناء الطائرة إيه 3XX، والتي أصبحت بعد ذلك إيه 380 بأوامر توريد لست عملاء بـ 55 طائرة. أطلق علي طائرة البرنامج بعد ذلك إيه 380؛ وذلك نتيجة لتتابع أسماء طائرات ايرباص التي بدأت بإيرباص إيه 300 حتى إيه 340. وقد اختير الرقم ثمانية لأنه يشبة طابقي الطائرة، وأيضاً لأنه رقم حظ سعيد في بلدان آسيا حيث يجرى تسويق الطائرة. التهيئات النهائية للطائرة توقفت في مطلع عام 2001، وبدأ تصنيع أول عنصر مربع من جناح أول طائرة ايرباص إيه 380 في 23 يناير 2002. عن الانتهاء من تصنيع أول طائرة زادت تكلفة صناعة الطائرة الواحدة إلى 11 مليار يورو.
في الوقت نفسه درست بوينغ طرازات مختلفة من الطائرة بوينغ 747-400 حتى إطلاق مشروع بناء بوينغ 747-8 في نوفمبر 2005 (وتاريخ دخول الخدمة المتوقع عام 2009). اختارت شركة بوينغ تطوير طراز بـ400، أو 500 مقعداً للسوق، بدلاً من أن تضاهي قدرة الإيه 380.

### الدخول إلى الخدمة
أول طائرة إيرباص إيه 380 تدخل الخدمة كانت تحمل الترقيم 9V-SKA وهي تابعة لشركة الخطوط الجوية السنغافورية وكان ذلك في 15 أكتوبر 2007. وقد قامت بأول رحلة تجارية لها في 25 أكتوبر 2007 على الخط الرابط بين سنغافورة وسيدني.
طيران الإمارات كانت هي شركة الطيران الثانية التي تحصل على طائرة الإيرباص إيه 380 وقامت بتشغيل أول رحلة تجارية بهذه الطائرة بين دبي ونيويورك في غشت 2008.

### توقف الإنتاج
في فبراير 2019، أعلنت إيرباص أنها ستوقف إنتاج طائرة إيه 380 بحلول عام 2021، وجاء ذلك بعد أن قامت شركة طيران الإمارات والتي تُعتبر أكبر مُشغل لهذه الطائرة بإلغاء 39 طلبية من طائرة الإيرباص إيه 380، مما تسبب في عدم حصول إيرباص على الدعم المالي الكافي لإكمال تطوير وإنتاج هذه الطائرة.

## تصميم الطائرة

قطاع عرضي في طائرة ايرباص إيه 380 يظهر الدرجة الاقتصادية.

طائرة الإيرباص الجديدة يباع منها طرازين. الطراز إيه 380-800 مصمم في الأصل لحمل 555 راكب على ثلاث درجات، أو 853 راكب (538 في الدور الرئيسي السفلي، و315 في الدور الأعلى) على درجة واحدة اقتصادية.

### طريقة الطيران

#### المحركات
تم استخدام محركات جديدة من شركة رولز رويس بقوة كبيرة وخارقة تزيد بمقدار 30% عن محركات طائرة بوينغ 747

#### الوقود
الإيرباص إيه 380 يمكن لها أن تعمل على خليط وقود الطائرات النفاذة الصناعي ومكونات مشتقة من الغاز الطبيعي. في يوم 1 فبراير 2008 قامت رحلة تجربية استمرت 3 ساعات من مطار شركة ايرباص في فيلتون، المملكة المتحدة وهبطت في مصنع ايرباص الرئيسي في تولوز، فرنسا. استخدم محرك واحد من أربع محركات الطائرة في تلك الرحلة خليط يتكون من 60% وقود نفاثات من الكيروسين، و40% غاز مسال ورد من قبل شركة شل. وبناء على نجاح الرحلة التجريبة فالطائرة لا تحتاج أي تعديل لاستخدام الغاز المسال والذي كان مصمم ليخلط بوقود النفاثات العادي.
صرح سيبيستيان ريمي رئيس برنامج ايرباص للوقود البديل أن الغاز المسال المستخدم ليس أنظف من ناحية ثنائي أكسيد الكربون بالمقارنة بوقود النفاثات العادي، ولكنه صديق للبيئة حيث لا يحتوي على الكبريت.
من المفترض أن تقوم شركة ايرباص برحلة تجريبية أخرى خلال عام 2009.

## طرازات مستقبلية

### إيه 380-900
في نوفمبر 2007 أكد أعلى مسئول مبيعات في شركة ايرباص والمدير التنفيذي جون ليهاي خطط الشركة لإنتاج طراز أكبر من الإيه 380-800، وهو الإيرباص إيه 380-900 الذي سيكون أطول من الإيه 380-800 بحوالي 79.4 إلى 73 متر أي 240 إلى 260 قدم. هذا الطراز سوف يتسع لعدد 650 راكب في التهيئة القياسية، وحوالي 900 راكب في تهيئة الدرجة الاقتصادية فقط. تطوير طراز إيه 380-900 مخطط له الانطلاق حالما يصل إنتاج إيه 380-800 إلى 40 طائرة في السنة، وهذا متوقع في 2010. وبناءً على هذا التاريخ يمكن تسليم أول طائرة إيه 380-900 تقريباً في عام 2015، يعني حوالي نفس وقت تسليم طراز إيه 380-800إف (طراز الشحن). شركات الطيران التي أبدت رغبتها في شراء الطراز الجديد من ضمنهم طيران الإمارات، فيرجن أتلانتك، كاثي باسفك، الخطوط الجوية الفرنسية/كيه إل إم، لوفتاهنزا، خطوط كينج فيشر الجوية،، بالإضافة إلى شركة تأجير الطائرات إى إل إف سي. وصرح الرئيس التنفيذي للخطوط الجوية السنغافورية تشو تشون سينج في مقابلة صحفية مع مجلة عالم الطائرة عدد ديسمبر 2007 عند تسلم الشركة أول طائراتهم الإيه 380-800: «أن الشركة سوف تجعل خياراتها مفتوحة بالنسبة لطلباتها، بتحديدنا طراز أول عشرة طائرات على أنهم -800، والتسعة الباقون يمكننا تحويلهم عند إذن للطراز الجديد -900». لكن ذلك لا يبدو أنه قابل للتحقق حيث أن طائرتهم رقم 11 ورددت إلى تولوز على أنها إيه 380-800.

### إيه 380-800 المحسنة
وفرت ايرباص في بداية عام 2010 كعرض اختياري زيادة محسنة في أقصي وزن للإقلاع، وبالتالي أداء حمولة/مدي أفضل. هذا العرض الاختياري وضع مجابهة لقوة الطراز بوينغ 747-8أي المفترضة. الزيادة في أقصي وزن للإقلاع غير معروفة حتى الآن بالتحديد. الإمارات والخطوط الجوية البريطانية كانوا أول من حصلوا على هذا العرض الاختياري.

## الطلبيات والتسليمات

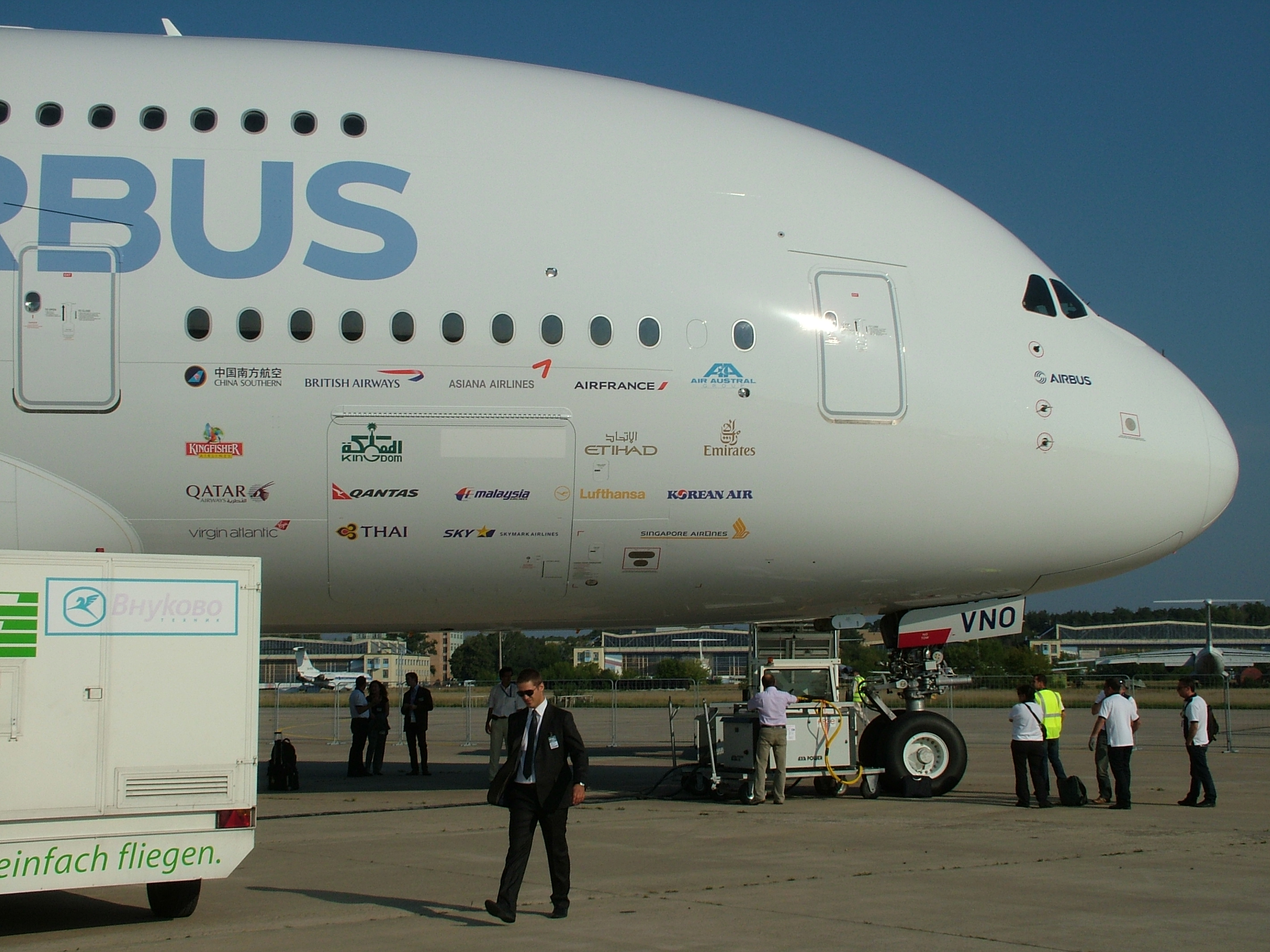
العلامة التجارية المشتركة مع علامة إيرباص التجارية جنبًا إلى جنب مع شعارات شركات الطيران العملاء على جسم طائرة إيه 380 خلال معرض ماكس الدولي للطيران، 2011

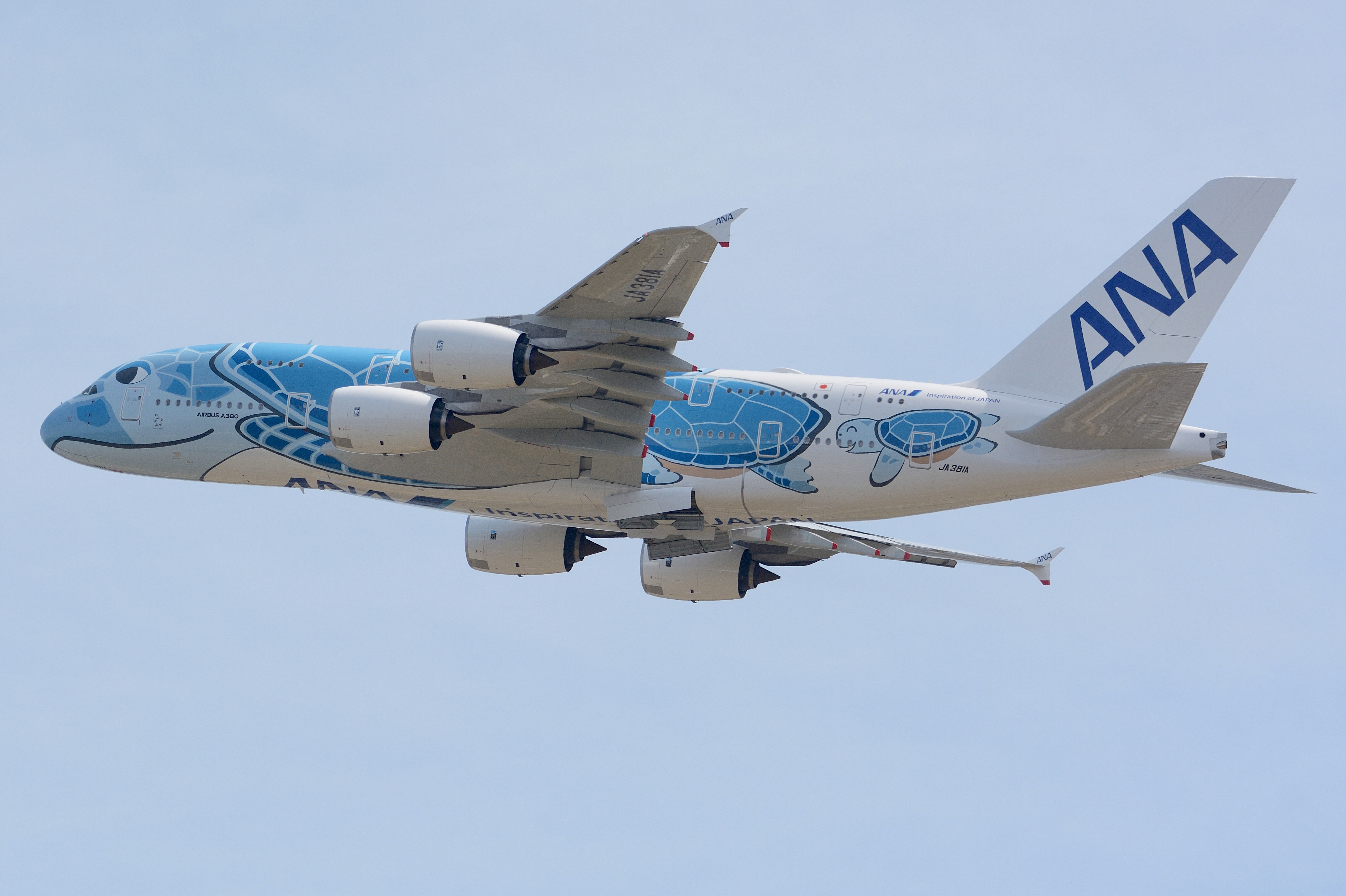
واحدة من طائرات إيرباص إيه 380 لشركة خطوط كل اليابان الجوية مرسوم عليها 'Flying Honu' (Honu: سلحفاة بحرية)

قام 14 عميلاً بطلب واستلام طائرات A380 في أبريل 2019. ويبلغ إجمالي طلبات شراء إيه 380 251 في نوفمبر 2019. أكبر زبون هو طيران الإمارات، التي التزمت بطلب إجمالي 123 طائرة إيه 380 حتى 14 فبراير 2019. تم تقديم طلب وجيه في عام 2007،  لكن تم إلغاءه فيما بعد من قبل شركة إيرباص. اجتذبت نسخة إيه 380 إيف (A380F) 27 طلبًا، قبل أن يتم إما إلغاؤها (20 منها) أو تحويلها إلى إيه380-800 (7 المتبقية) بعد تأخير الإنتاج والتعليق اللاحق لطائرة الشحن.
يتم التسليم في هامبورغ للعملاء من أوروبا والشرق الأوسط وتولوز للعملاء من بقية العالم. أوضحت الشركة الأوروبية للدفاع الجوي والفضاء أن عمليات التسليم في عام 2013 كان من المقرر إبطائها مؤقتًا لاستيعاب استبدال أقواس ضلع الجناح حيث تم اكتشاف شقوق في وقت سابق في الأسطول الحالي.
في عام 2013، توقعًا لزيادة عدد الطلبات المقدمة، أعلنت شركة إيرباص عن «خصومات جذابة» لشركات الطيران التي قدمت طلبات شراء كبيرة لطائرة A380. بعد فترة وجيزة، في معرض دبي للطيران في نوفمبر 2013 حيث طلبت 150 طائرة بوينغ 777 أكس، طلبت طيران الإمارات 50 طائرة إيرباص إيه 350، بإجمالي 20 مليار دولار.
في أواخر يوليو 2014، أعلنت شركة إيرباص أنه تم إلغاء 5 طلبات ثابتة لطائرة إيه 380 من شركة طيران منخفضة التكلفة اليابانية، خطوط سكايمارك الجوية، مشيرة إلى مخاوف بشأن الأداء المالي للشركة. في عام 2016، استلمت أكبر شركة طيران يابانية، خطوط كل اليابان الجوية أكثر من ثلاثة طلبيات، أما الطلبان المتبقيان اللذان تم إنتاجهما بالفعل ووضعهما في التخزين طويل الأجل فقد تم أخذهما لاحقًا من قبل العميل الرئيسي، طيران الإمارات. خططت شركة كانتاس لطلب ثماني طائرات أخرى لكنها جمدت طلبها بينما أعادت شركة الطيران هيكلة عملياتها. ألغت كانتاس في النهاية طلبها في فبراير 2019 وسط شكوك حول مستقبل طائرة إيه 380.
لم تعثر شركة «أميديو»، وهي شركة تأجير الطائرات طلبت 20 طائرة إيه 380، على عميل للطائرة وألغت طلبها في نهاية المطاف في عام 2019. طلبت شركة خطوط فيرجن أتلانتيك الجوية 6 طائرات إيه 380 في عام 2001 لكنها لم تتسلمها وألغتها لاحقًا في عام 2018.
في يونيو 2017، كان لدى طيران الإمارات 48 طلبًا في الإنتظار، ولكن نظرًا لنقص المساحة في مطار دبي الدولي، أجلت 12 عملية تسليم لمدة عام واحد ولن تستقبل أي طايرة بين عامي 2019 و2020 قبل استبدال طائراتها المبكرة من عام 2021: هناك فتحات إنتاج مفتوحة في 2019 وقامت شركة إيرباص بتخفيض معدل إنتاجها إلى 12 سنويًا لعام 2017-18. التراكم الحقيقي أصغر بكثير من الرقم الرسمي 107 مع 47 طلبًا غير مؤكد: 20 التزامًا لمؤجر إيه 380 المتخصص أميديو الذي يلتزم بالإنتاج بمجرد وضع الطائرة فقط، وثمانية لشركة كانتاس التي تريد الاحتفاظ بأسطولها عند 12، وستة لشركة فيرجين اتلانتيك التي لا تريدها بعد الآن وثلاثة من خطوط ترانسايرو الجوية السابقين لتمويل المركبات آير آكورد.
في حفل التسليم الطائرة رقم 100، كان رئيس طيران الإمارات أحمد بن سعيد آل مكتوم يأمل في طلب طائرات A380 جديدة في معرض دبي للطيران في نوفمبر 2017 في الأسبوع التالي. لا تحتاج طيران الإمارات إلى سلم أمامي صغير واقتصاد مواكب لأحد عشر عامًا لمفهوم إيه 380plus، ولكنها تريد من شركة إيرباص الالتزام بمواصلة الإنتاج لمدة 10 سنوات على الأقل. في 18 يناير 2018، حصلت إيرباص على اتفاقية مبدئية من طيران الإمارات لعدد يصل إلى 36 طائرة إيه 380، ليتم تسليمها اعتبارًا من عام 2020، بقيمة 16 مليار دولار بالأسعار المعلنة. تم توقيع العقد في فبراير 2018، ويتألف من طلب مؤكد لـ 20 طائرة إيه 380 وخيارات لـ16 أخرى.
في أوائل عام 2019، أكدت شركة إيرباص أنها تجري مناقشات مع طيران الإمارات بشأن عقدها لطائرات إيه 380. إذا قام العميل المستقر الوحيد لطائرة إيه 380 بإلغاء الطلبات، يمكن لشركة إيرباص أن توقف إنتاج العملاق. طيران الإمارات على خلاف مع شركة رولز رويس بسبب النقص في توفير الوقود في المحركات من طراز رولز رويس ترنت 900، ويمكن أن تغير طلبها من 36 طائرة إيه 380 إلى الطائرة الأصغر إيرباص إيه 350. يمكن للطائرة إيه 350 أيضًا أن تحل محل طلبها المؤقت لـ 40 طائرة بوينغ 787-10، تم وضعها في عام 2017، حيث أن هوامش المحرك في 787 غير كافية لطقس دبي الحار.
في 14 فبراير 2019، قررت طيران الإمارات إلغاء طلب 39 طائرة، واختارت استبدالها بطايرات إيرباص إيه 350 وإيرباص إيه 330 نيو. صرحت شركة إيرباص أن هذا الإلغاء سينهي إنتاج طائرة إيه 380 عندما يتم تسليم آخر الطلبات الشاغرة في عام 2021.
في 21 مارس 2019، استلمت شركة خطوط كل اليابان الجوية أول طائرة من أصل ثلاث طائرات إيه 380 مطلية بطلاء سلحفاة بحرية. يُطلق عليها اسم "ANA Blue"، وستُستخدم A380 في 3 رحلات أسبوعياً، من طوكيو إلى هونولولو.
|          | الطراز        | 2001 | 2002 | 2003 | 2004 | 2005 | 2006 | 2007 | 2008 | 2009 | إجمالي |
| الطلبيات | إيه 380-800   | 78   | 0    | 34   | 10   | 10   | 24   | 33   | 9    | 2    | 200    |
| الطلبيات | إيه 380-800إف | 7    | 10   | 0    | 0    | 10   | -17  | -10  | 0    | 0    | 0      |
| التسليم  | إيه 380-800   | 0    | 0    | 0    | 0    | 0    | 0    | 1    | 12   | 1    | 14     |

## المستخدمون
كان هناك 228 طائرة في الخدمة مع 14 مستخدما في 23 مايو 2020.

### المستخدمون الحاليون

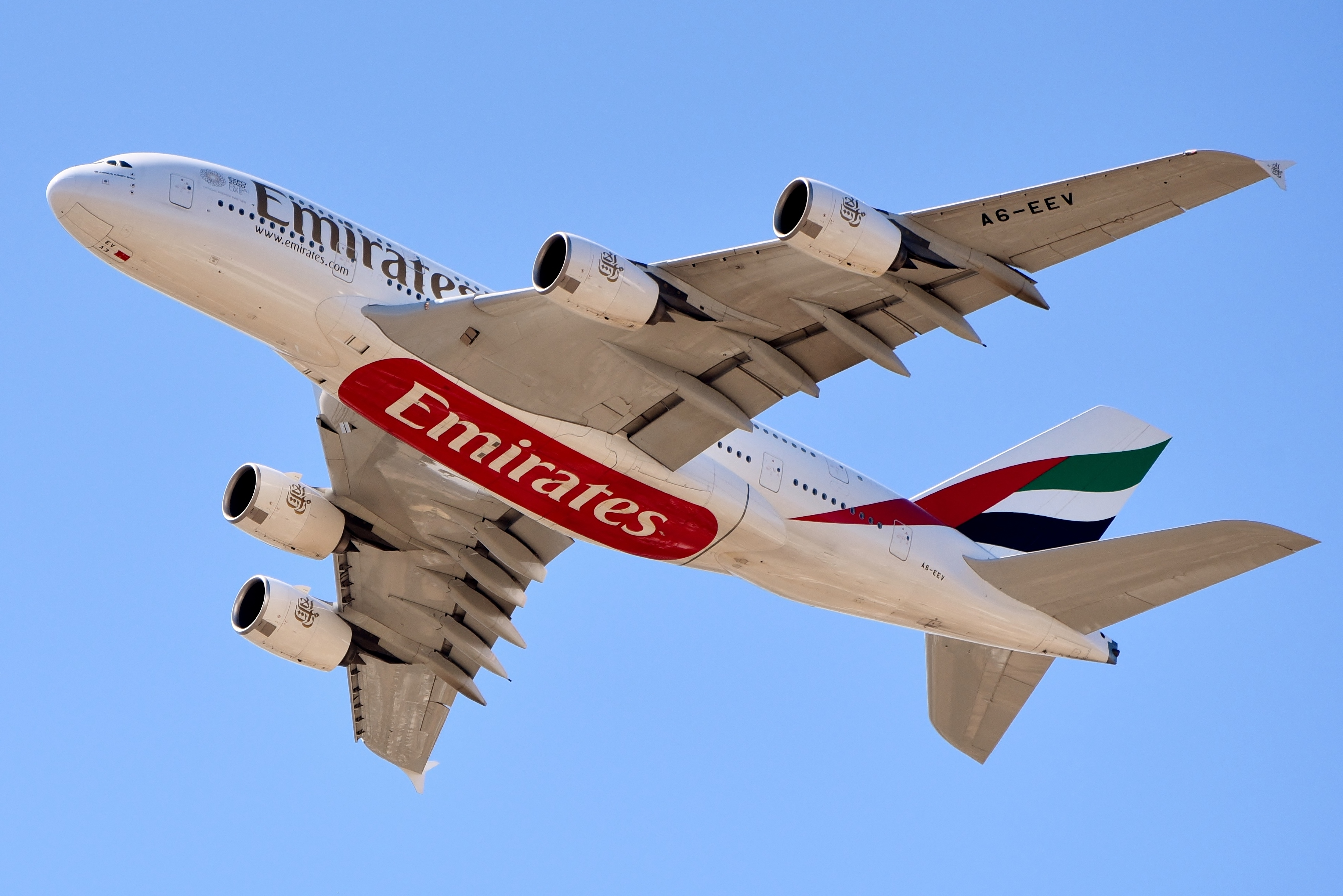
طيران الإمارات هي أكبر مشغل لطائرة إيرباص إيه 380، مع 115 طائرة في الخدمة في 23 مايو 2020.

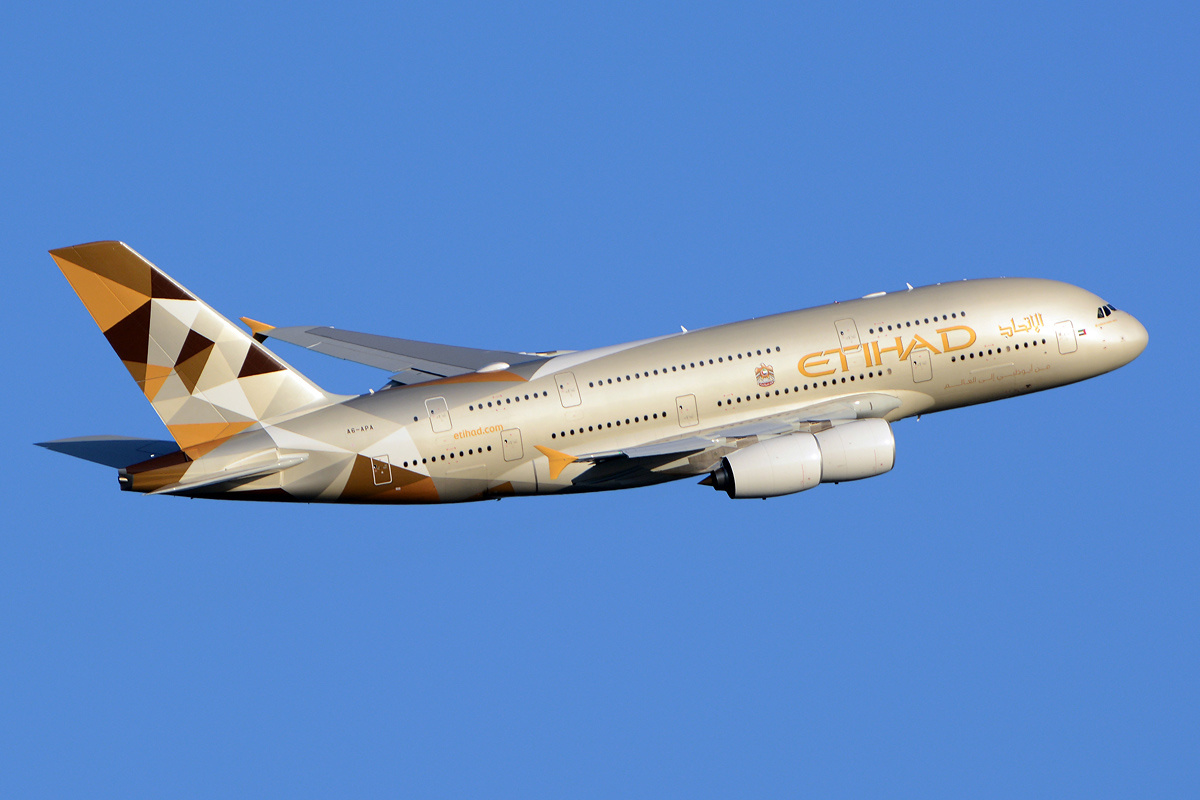
إقلاع أول طائرة إيرباص إيه 380 تابعة للاتحاد للطيران من مطار لندن هيثرو متوجهة إلى مطار أبوظبي

- الخطوط الجوية السنغافورية (الخدمة الأولى في 25 أكتوبر 2007)
- طيران الإمارات (الخدمة الأولى في 1 أغسطس 2008)
- كانتاس (الخدمة الأولى في 20 أكتوبر 2008)
- لوفتهانزا (الخدمة الأولى في 6 يونيو 2010)[53] ملاحظة: يقال إنها تخطط للتقاعد من الأسطول أو وضعها في التخزين طويل الأجل بسبب جائحة فيروس كورونا[54][55]
- كوريا للطيران (الخدمة الأولى في 17 يونيو 2011)[56]
- خطوط جنوب الصين الجوية (الخدمة الأولى في 17 أكتوبر 2011)[57][58]
- الخطوط الجوية الماليزية (الخدمة الأولى في 1 يوليو 2012)[59]
- الخطوط الجوية الدولية التايلاندية (الخدمة الأولى في 6 أكتوبر 2012)[59]
- الخطوط الجوية البريطانية (الخدمة الأولى في 2 أغسطس 2013)[60]
- خطوط آسيانا الجوية (الخدمة الأولى في 13 يونيو 2014)[61]
- الخطوط الجوية القطرية (الخدمة الأولى في 10 أكتوبر 2014)[62]
- الاتحاد للطيران (الخدمة الأولى في 27 ديسمبر 2014)[63]
- خطوط كل اليابان الجوية (أول خدمة في 24 مايو 2019)[64]

### المستخدمون السابقون
- الخطوط الجوية الفرنسية: قامت الشركة بتشغيل 10 طائرات إيه 380-800 من عام 2009، وتقاعدت في مايو 2020 بسبب تأثير جائحة فيروس كورونا على صناعة الطيران.[65][66]
- هاي فلاي مالطا: قامت الشركة بتشغيل طائرة واحدة من طراز إيرباص إيه 380-800 في عام 2018، تأثير جائحة فيروس كورونا على صناعة الطيران.[67]

## الطائرات المعروضة
- تم التبرع بطائرة الاختبار الرابعة إيه 380 (MSN4) إلى متحف الطيران والفضاء (باريس) في لو بورجيه في عام 2017.[68] بعد عدة أشهر من الترميم، تم عرضه في ساحة العرض في عام 2018، على مقربة من طائرة بوينغ 747-100 بالمتحف، مما يجعله المتحف الأول في العالم حيث يمكن رؤية كلا الطائرتين العملاقتين معًا.
- قامت شركة إيرباص في نفس الوقت مع طائرة الاختبار الرابعة إيه 380 (MSN4) بالتبرع بطائرة الاختبار الثانية إيه 380 إلى متحف أيروسكوبيا (بالإنجليزية: Aeroscopia museum) في مطار تولوز بلانياك، تولوز، إلى جانب أول طائرة إيرباص إيه 320 وطائرة إيرباص إيه 340، والتي سبق أن استخدمتها الشركة أيضًا من أجل رحلات تجريبية.[69]

## الحوادث
إلى حدود يوليو 2020، تعرضت طائرة إيه 380 لحادثتين لم تقع فيهما أي خسائر في بدن الطائرة ولا وفيات.
- في 4 نوفمبر 2010، عانت رحلة خطوط كانتس الجوية 32، التي كانت في طريقها من مطار سنغافورة شانغي إلى مطار سيدني، من عطل في المحرك لا يمكن السيطرة عليه، مما أدى إلى سلسلة من المشاكل ذات الصلة، وإجبار الرحلة على الهبوط الاضطراري. عادت الطائرة بأمان إلى سنغافورة. لم تقع أي إصابات للركاب أو الطاقم أو الأشخاص على الأرض بالرغم من سقوط الحطام على جزيرة باتام الإندونيسية.[70] تعرضت طائرة إيه 380 لأضرار كافية لتصنيف الحدث على أنه حادث.[71] بعد ذلك، أوقفت شركة كانتاس جميع طائراتها من طراز إيه 380 في ذلك اليوم بعد إجراء تحقيق داخلي بالتعاون مع الشركة المصنعة للمحرك مجموعة رولز رويس بي إل سي. لم تتأثر طائرات إيه 380 التي تعمل بواسطة تحالف المحرك جي بي 7000، لكن تأثرت طائرات إيه 380 التي تشتغل بمحركات رولز رويس ترنت 900. توصل المحققون إلى أن تسرب الزيت، الناجم عن أنبوب إمداد الزيت المعيب، أدى إلى حريق بالمحرك وما تلاه من عطل غير محسوب في المحرك.[72] تكلفت الإصلاحات ما يقدر بـ 139 مليون دولار أسترالي (حوالي 145 مليون دولار أمريكي).[73] كما أظهرت محركات رولز رويس ترنت 900 الأخرى أيضًا مشاكل مع نفس تسرب الزيت، أمرت شركة رولز رويس بتغيير العديد من المحركات، بما في ذلك حوالي نصف المحركات في أسطول طائرات إيه 380 التابعة لشركة كانتاس.[74] أثناء إصلاح الطائرة، تم اكتشاف تشققات في التركيبات الهيكلية للجناح، مما أدى أيضًا إلى عمليات تفتيش إلزامية لجميع طائرات إيه 380 وتغييرات التصميم اللاحقة.
- في 30 سبتمبر 2017، عانت رحلة الخطوط الجوية الفرنسية 66، وهي إحدى طائرات إيه 380 التي تعمل بطاقة تحالف المحرك جي بي 7270
7270، والمسجلة ب F-HPJE، عطلا في المحرك لا يمكن السيطرة عليه أثناء التشغيل من مطار باريس شارل ديغول إلى مطار لوس أنجلوس الدولي.[75] تم تحويل مسار الطائرة بأمان إلى «قاعدة القوات الكندية غوس باي»، كندا.[76]